# Ormea
Ormea (Ulmèa [ulˈmɛa] in dialetto ormeasco, Ormèa in piemontese, Urméa in ligure Ormea in genovese) è un comune italiano di 1 460 abitanti della provincia di Cuneo in Piemonte, al confine amministrativo con la Liguria.
Fa parte dell'Unione montana Alta Val Tanaro ed è uno dei comuni principali dell'Alta Valle Tanaro, nel cuore delle Alpi Liguri.

## Geografia fisica
Ormea è situata nell'Alta Val Tanaro, nella parte meridionale del Piemonte e della Provincia di Cuneo, alla confluenza tra il torrente Armella e il fiume Tanaro.
Nella frazione di Ponte di Nava, la strada SS28 attraversa il Tanaro ed entra in Liguria nella Provincia di Imperia. Giunti al Colle di Nava, la Statale 28 declina fino a Imperia e al Mar Ligure.
Il paese si trova in una conca dominata dalle vette più alte delle Prealpi Liguri (il massiccio del Monte Armetta, 1739 m, sovrasta a sud tutto l'abitato) e delle Alpi Liguri: come il Pizzo d'Ormea (2.476 m) e il Monte Antoroto (2.144 m) a nord.
Dalla vetta e dalle pendici del Monte Armetta è riconoscibile il centro storico di Ormea caratterizzato da una particolare forma a cuore.
Il Monte Mongioie (2.631 m) sovrasta invece la frazione di Viozene, all'inizio della cosiddetta Terra brigasca, al confine con il Comune di Briga Alta.
Una particolarità di Ormea è il clima, più mite rispetto a quello di località situate nelle valli parallele o anche di località della Val Tanaro poste ad altitudini più basse (Garessio, Priola, Bagnasco). Ciò è dovuto sia alle correnti marine che arrivano a lambire il territorio, sia al riparo offerto dalla catena montuosa Pizzo d'Ormea - Antoroto dai venti del Nord: le temperature invernali non sono generalmente troppo rigide, mentre le estati risultano abbastanza fresche e piacevoli.

## Origini del nome
Il nome deriva dal latino Ulmeta, per la gran quantità di olmi presenti un tempo sul territorio. Il nome si modificò poi in Ulmea (rimasto ancora nel locale dialetto), Olmea e infine Ormea.

## Storia

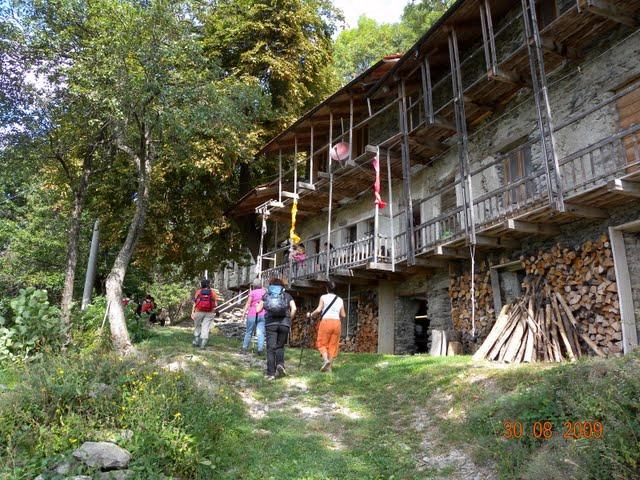
Balconata rurale in borgata Airola

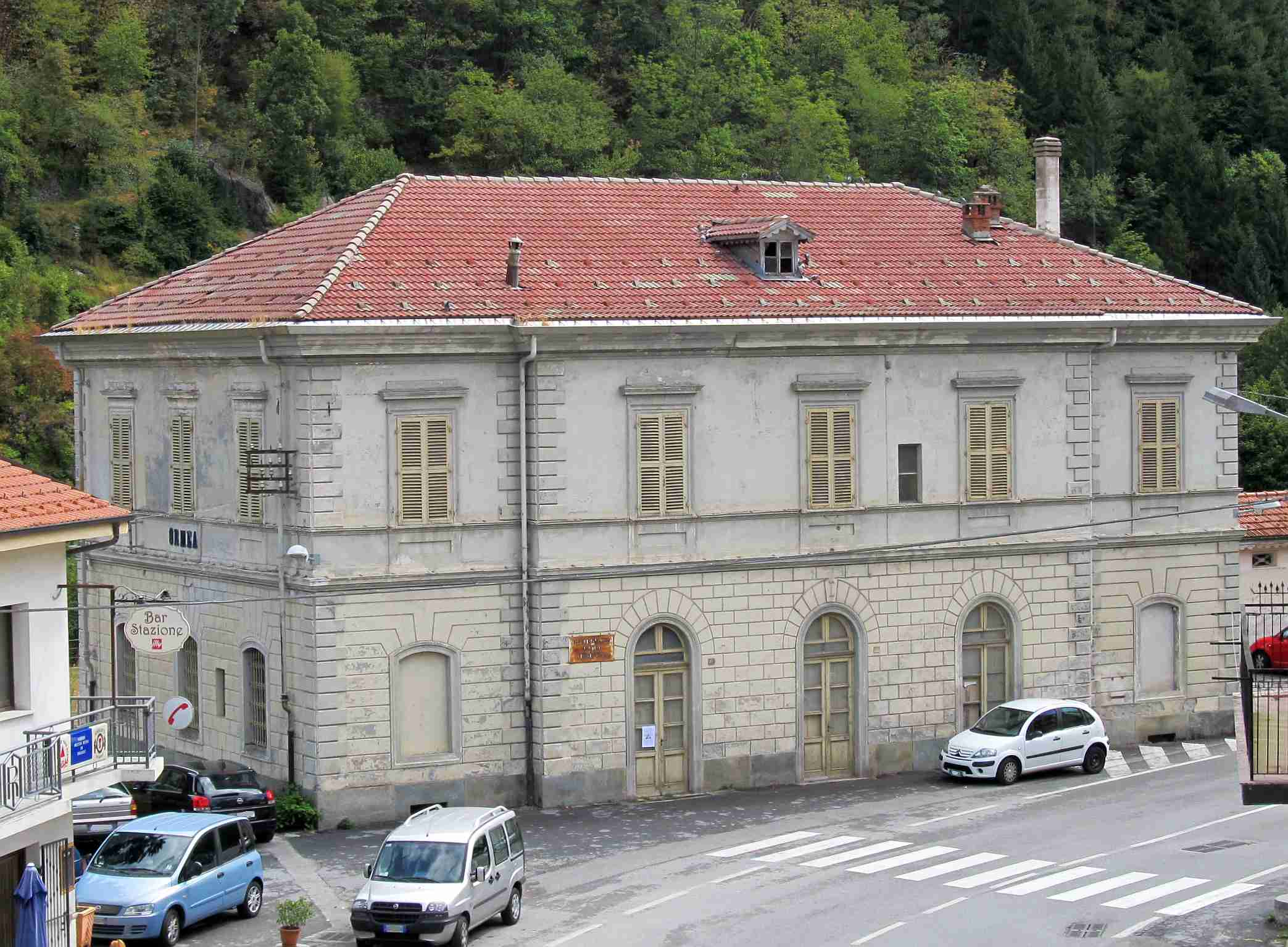
La stazione al termine della ferrovia Ceva-Ormea

Della sua storia è molto importante il periodo dei Saraceni, nel X secolo. Rimangono segni sul territorio nella torre cilindrica di Barchi, in quella del Castelletto (di cui rimangono solo le fondamenta ai piedi della statua della Vergine Maria), nella torre centrale del castello ormai distrutto dalle truppe napoleoniche e nella caverna fortificata detta Balma del Messere a Cantarana.
Nel XIII secolo Ormea è motivo di continua disputa tra i marchesi Clavesana (poi Del Carretto) e i marchesi di Ceva, con annesse ingerenze della Repubblica Genovese.
Nel 1722 divenne marchesato e per merito del suo marchese Carlo Vincenzo Ferrero d'Ormea si costruì un lanificio che poteva competere con le industrie inglesi, tanto che fu scelto come fornitore di stoffe rosse dell'esercito sabaudo.
La rivoluzione francese e la campagna napoleonica in Italia portarono morte e distruzione. In quegli anni furono ridotti in macerie sia la fabbrica posta nella piazza principale del paese sia l'antico castello, le cui rovine dominano tutt'oggi il centro storico.
Nel 1786 la popolazione locale si scontrò con gli abitanti di Pieve di Teco per rivendicare il possesso dei pascoli della frazione di Viozene, avendo la meglio.
Nel 1804 venne insignita da Napoleone del titolo di città, poi confermato con regie patenti del 4 marzo 1818 da Vittorio Emanuele I di Savoia.
Bisogna arrivare alla fine dell'800 per vedere la cittadina risollevarsi. Grazie alla ferrovia Ceva-Ormea, che agevolava le comunicazioni, Ormea divenne un centro turistico di risonanza europea. È di quel periodo la costruzione del Grand Hotel frequentato dalla nobiltà inglese, francese e tedesca; per alcuni anni funzionò anche una sede estiva del casinò di Sanremo. Si costruirono ville per la villeggiatura da parte di nobili famiglie europee.
Ebbe avvio anche lo sviluppo industriale della zona. La ricchezza di acqua facilitò la costruzione di una cartiera che diventò presto importante per la produzione di carte molto sottili: carta da sigarette per il mercato del Medio Oriente e da condensatori.

## Monumenti e luoghi d'interesse

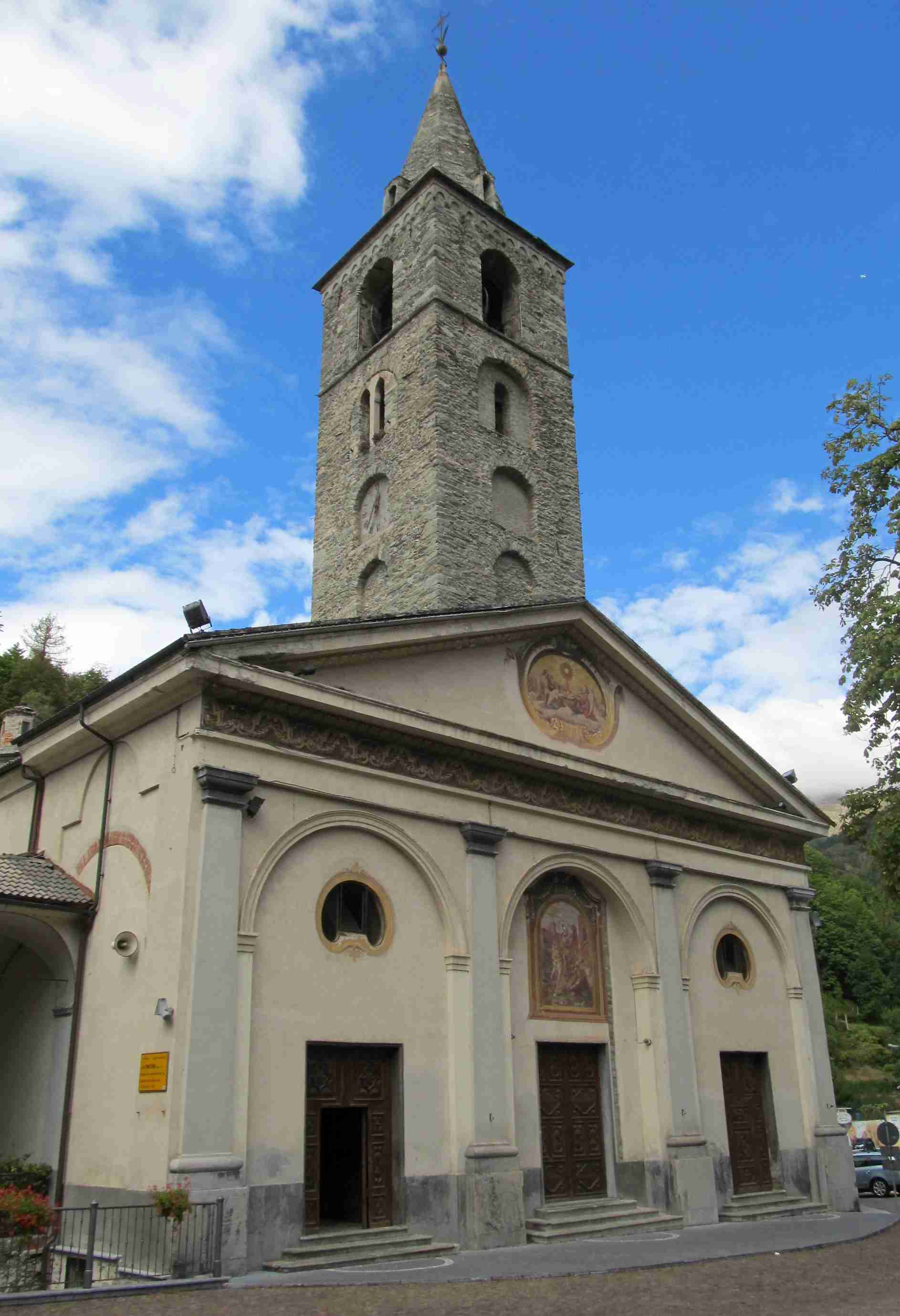
La collegiata di San Martino

- Antica porta di ingresso in città, all'interno del campanile nella romanica chiesa di San Martino. La porta è composta da due archi, quello verso l'interno della città romanico a tutto sesto, mentre quello verso l'esterno è gotico a sesto acuto
- I ruderi del castello, ad oggi visitabili tramite una comoda passerella, da cui si accede ad una splendida veduta del paese
- Abitazione signorile del '300 sita in via Tanaro, con bifore e formelle in pietra locale, ove pare dimorasse il Marchese di Ormea
- Monumento ai caduti (1925) in piazza della Libertà, opera dello scultore genovese Vittorio Lavezzari
- Piazzette e vie tortuose (trevi in dialetto ormeasco)
- Piazza Nuova con il suo ciottolato e le sue fontane
- Museo etnografico "La Casa", in via Madonna degli Angeli, dove si è ricostruita una tipica abitazione della fine Ottocento con la mobilia, gli oggetti e gli utensili vari di un tempo
- Chiesetta della Madonna degli Angeli, situata nell'omonima via
- Statue in marmo nero di Ormea realizzate da professori e studenti dell'Accademia delle belle arti di Torino e altri artisti, distribuite in tutti i parchi e giardini
- Collegiata di San Martino
- Archi della ferrovia Ceva-Ormea in località Gorreto, risalenti al 1890
- Balma del Messere

## Società

### Evoluzione demografica
Negli ultimi cento anni, a partire dal 1921, la popolazione residente è dimezzata.
Abitanti censiti

### Etnie e minoranze straniere
Secondo i dati Istat al 31 dicembre 2017, i cittadini stranieri residenti ad Ormea sono 171, così suddivisi per nazionalità, elencando per le presenze più significative:
1. Albania, 39
2. Romania, 25
3. Germania, 25

### Linguistica
Una delle caratteristiche del territorio è la parlata, specifica di gran parte del comune, di carattere tipicamente ligure (secondo la classificazione dei linguisti Schädel e Parodi). La specificità del dialetto ormeasco ha fatto sì che diversi studiosi locali, ma anche stranieri, abbiano avviato degli studi di fonetica e abbiano pubblicato sia la grammatica che il dizionario.
La prima grammatica con vocabolario risale all'inizio del XX sec. in lingua tedesca ad opera del prof. Schädel che visse per alcuni mesi ad Ormea. Più recente è l'opera di Giuseppe Colombo che diede alle stampe, nel 1986, il Vocabolario Italiano-Ormeasco e Ulmioscu-Italian, con una piccola grammatica iniziale, composto dal 1965 al 1985. In epoca successiva la valorizzazione del dialetto ormeasco è stata affidata alle rappresentazioni teatrali su copioni redatti direttamente in "ulmioscu" dall'autore commediografo contemporaneo Mirco Rizzo.
Nella frazione di Viozene si parla il brigasco, un dialetto ligure di montagna, cosicché il borgo diventa parte integrante della Terra brigasca (tera brigašca).
Il comune ha dichiarato la sua appartenenza (limitatamente per la frazione di Viozene) alla minoranza di lingua occitana

#### Vocabolario
Le seguenti parole nel dialetto locale, presentate qui con la trascrizione nell'alfabeto fonetico internazionale e l'equivalente in italiano, nonché la derivazione etimologica, sono citate da Gerhard Rohlfs. Le etimologie sono tratte dal Wikizionario in lingua italiana e francese. In quest'ultimo caso sono segnate con un asterisco. Da notare la sequenza evolutiva: a > ɒ > ɔ
| Trascrizione IPA | significato in italiano | origine             |
| ---------------- | ----------------------- | ------------------- |
| 'kɔmpu           | campo                   | dal latino campus   |
| 'krɔva           | capra                   | dal latino capra    |
| 'ʧɔve            | chiave                  | dal latino clavis   |
| 'drɔpu           | drappo                  | dal latino drappus* |
| 'fɔme            | fame                    | dal latino fames    |
| 'nɔzu            | naso                    | dal latino nasus    |
| 'pɔa             | padre                   | dal latino pater    |
| 'pɔlvu           | piccolo                 | dal latino parvus   |
| 'vɔca            | vacca                   | dal latino vacca    |

### Manifestazioni e tradizioni
Le tradizioni vengono mantenute nella solennità del Corpus Domini (festeggiato la sesta domenica dopo Pasqua) con l'infioramento di Via Roma, la strada principale del centro storico, dove passa la solenne processione. Alla sera, la festa è accompagnata dal tradizionale spettacolo pirotecnico.
Il carnevale storico di Ormea ripropone la tradizione de j'Aboi (personaggi mascherati che fanno la questua) risalente probabilmente al tempo dei Saraceni.
Interessante e probabilmente unico, il sistema di pulizia ('biale', detto 'bioa' nel dialetto locale) del centro storico: esso utilizza l'acqua del torrente Armella, deviata in canali sotterranei e fatta risalire, attraverso alcune botole, nelle vie del centro storico (che hanno un profilo convesso). Sfruttando la pendenza naturale delle strade, tutte le vie del paese possono essere quindi ripulite dall'acqua, questo sistema è utilizzato anche in inverno per ripulire le strade dalla neve.
Durante l'estate, il 'biale' è protagonista della manifestazione 'Ormea in Onda', una competizione in cui i concorrenti a bordo di un materassino percorrono le vie del centro inondate dall'acqua dell'Armella.
Altra peculiarità della Città di Ormea è il centro storico urbanisticamente a forma di cuore: il nome Ormea è l'anagramma della parola 'Amore', da qui il simbolo "turistico" di Ormea e lo slogan "un Amore di Città".
Numerose sono le manifestazioni enogastronomiche e non che vengono organizzate: la rievocazione storica in costume con sbandieratori; la già citata manifestazione enogastronomica Terra d'Ormea che si svolge a giugno nel centro storico, in ogni corte si può degustare un piatto tipico dell'Alta Val Tanaro abbinato ad un vino diverso.
Nel 2013 è stato organizzato nel periodo estivo 'Ormea Love Fest' con inaugurazione della Grotta dell'Amore, dove sono esposti i cuori di Ormea con le poesie d'amore, una cassetta postale raccoglie le lettere d'amore che verranno lette durante la manifestazione l'anno successivo, sfilate di moda con gli abiti delle boutique di Ormea e sfilata di abiti da sposa vintage gentilmente prestati dalle spose di Ormea.
Per quanto riguarda la tradizione musicale di Ormea, la protagonista del panorama musicale dell'Alta Val Tanaro nell'800 e nei primi del Novecento fu la "mandolinistica ormeasca" tradizione ormai persa per quanto riguarda il mandolino ma che in parte vive ancora per gli altri strumenti nella Banda dell'Alta val Tanaro.
La locale sezione del CAI ha lanciato un progetto di riscoperta del territorio tracciando un sentiero di circa 40 km denominato Balconata di Ormea, percorribile a tappe, che attraversa il territorio di 9 frazioni e ben 24 borgate. Si possono "scoprire" case rurali, chiese seicentesche, piloni votivi, seccatoi per le castagne, forni comunitari, canali per l'acqua, muri in pietra a secco.
L'11 novembre si tiene la festa di san Martino di Tours, santo patrono della Città, a cui è dedicata la romanica chiesa parrocchiale.
Un altro santo protettore della città è san Carlo Borromeo, che si narra avesse salvato Ormea da un'epidemia di peste, a lui è dedicato un altare sulla navata destra della parrocchiale.

### Economia
L'economia di Ormea è principalmente a vocazione turistica. Nel suo territorio si trovano ristoranti, bar e altre strutture ricettive attive soprattutto in estate, periodo dell'anno in cui si ha la maggiore affluenza turistica, proveniente soprattutto dalla vicina Riviera Ligure.
Per quanto riguarda l'industria, in località Crescione è attivo dai primi anni novanta uno dei due siti di imbottigliamento delle Fonti San Bernardo.

## Cultura

### Istruzione

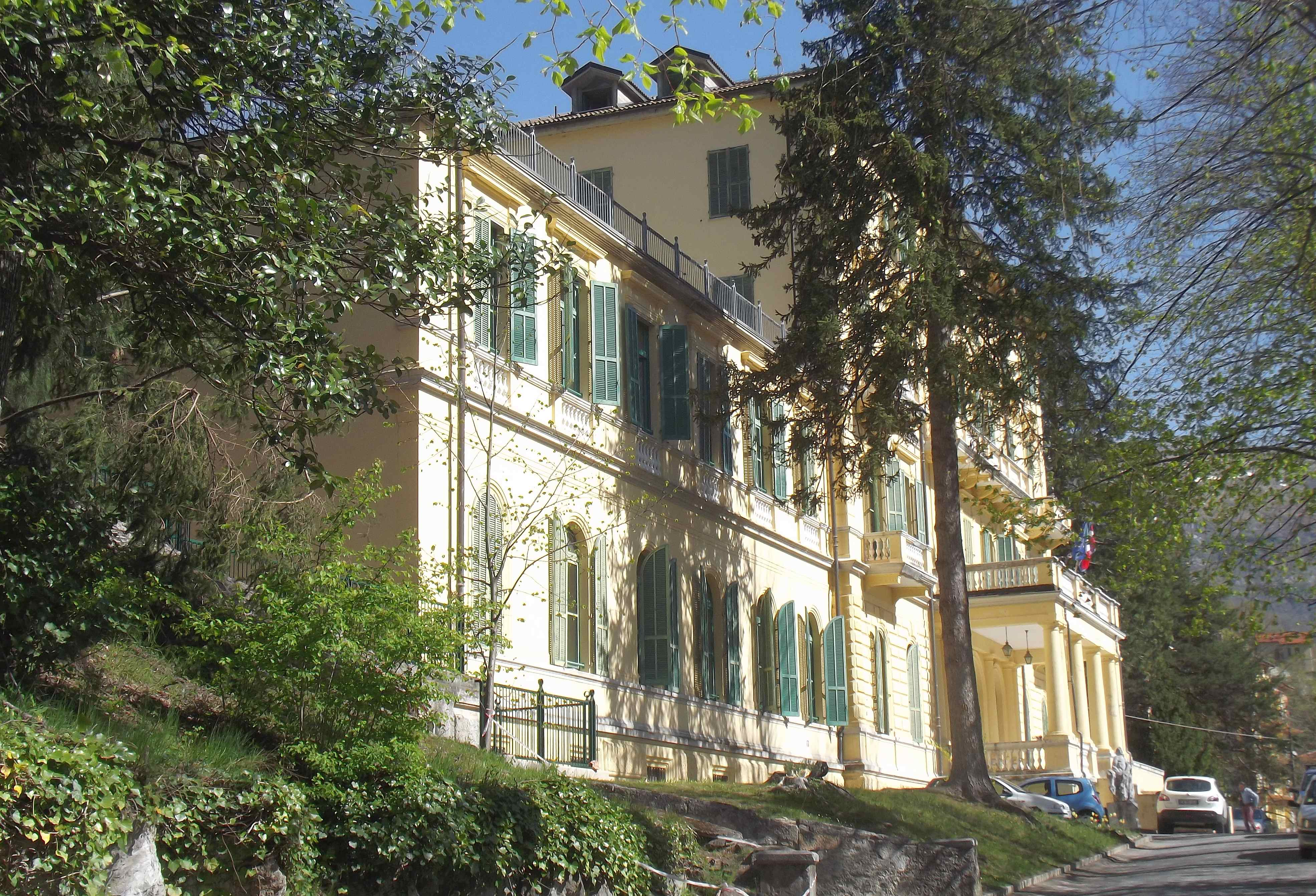
La scuola forestale di Ormea

In paese, oltre a tutti gli indirizzi della scuola dell’obbligo, vi ha sede la Scuola Forestale di Ormea, un istituto secondario superiore fondato nel 1985. La scuola, che ha sede nell'edificio di un elegante "Grand'Hotel" ottocentesco, è parte dell'Istituto di Istruzione superiore "Baruffi" di Ceva. Nello stesso edificio si trova anche un ufficio dell'Ente di gestione delle aree protette delle Alpi Marittime.
I corsi di studio ad Ormea sono essenzialmente due. Al 3º anno si consegue la qualifica regionale di "Operatore agricolo con indirizzo in Silvicoltura e Salvaguardia dell'ambiente" con cui si può lavorare alle dipendenze di enti pubblici, cooperative e aziende di servizi, oppure in modo autonomo nei settori del recupero ambientale, della pianificazione e gestione dei boschi e delle aree verdi. Dopo la riforma degli istituti professionali chi invece conclude il percorso di cinque anni consegue il diploma in "Agricoltura, sviluppo rurale, valorizzazione dei prodotti del territorio e gestione delle risorse forestali e montane" che apre le porte alla libera professione (con l'iscrizione all'Albo professionale degli agrotecnici) e consente di partecipare a concorsi pubblici, lavorare presso Enti Parco, cooperative di settore oppure di proseguire gli studi universitari.

### Cucina
Trovandosi al confine tra Piemonte e Liguria, la cucina tipica si serve di componenti delle due regioni. Sono organizzate in estate le sagre della polenta di grano saraceno e della lasagna ormeasca.
Durante il mese di giugno, di sabato, si tiene la tradizionale passeggiata enogastronomica 'Terra d'Ormea' per le vie del centro storico, in cui i piatti della tradizione culinaria piemontese e ligure sono abbinati ad altrettanti vini locali.
L'ultima domenica di agosto la locale sezione del Club Alpino Italiano CAI organizza la manifestazione "I Sapori della Balconata", una passeggiata per gruppi accompagnati sui sentieri di Ormea e delle sue frazioni, tra le borgate sparse sul territorio. Durante il cammino ci si ferma in varie località per assaggiare delle specialità culinarie ormeasche accompagnate da ottimi vini.
Da non dimenticare è il "cin", una purea di patate, porri ed erbette di montagna, anche utilizzato per riempire tortelloni (detti tultei in dialetto ormeasco) di pasta sfoglia che vengono poi fritti.
Tipica è la coltivazione della patata di Ormea, un tubero che risente della coltivazione ad alte quote e del terreno.

## Amministrazione
| Periodo | Periodo   | Primo cittadino  | Partito                                   | Carica  | Note |
| ------- | --------- | ---------------- | ----------------------------------------- | ------- | ---- |
| 1995    | 1999      | Giorgio Ferraris | lista civica                              | sindaco |      |
| 1999    | 2004      | Giorgio Ferraris | lista civica                              | sindaco |      |
| 2004    | 2009      | Massimo Seno     | lista civica                              | sindaco |      |
| 2009    | 2014      | Gianfranco Benzo | lista civica ‘Ormea per cambiare davvero’ | sindaco |      |
| 2014    | 2019      | Giorgio Ferraris | lista civica ‘Insieme per Ormea’          | sindaco |      |
| 2019    | 2024      | Giorgio Ferraris | lista civica ‘Insieme per Ormea’          | sindaco |      |
| 2024    | in carica | Giorgio Ferraris | lista civica ‘Insieme per Ormea’          | sindaco |      |

### Altre informazioni amministrative
Ormea fa parte della rete di comuni Alleanza nelle Alpi, che riunisce varie amministrazioni comunali alpine con lo scopo di realizzare concretamente gli obiettivi della Convenzione delle Alpi per uno sviluppo sostenibile nel territorio alpino.